# László Kaszás
László Kaszás, né le 18 février 1938 à Budapest (Hongrie), est un footballeur hongrois des années 1950 et 1960 qui jouait au poste d'attaquant.

## Biographie
Kaszás commence sa carrière au Vasas SC de Budapest, mais dès l'âge de 19 ans, en 1957, il rejoint le FC Barcelone. Il ne joue guère au Barça, c'est pourquoi il signe au Real Madrid en 1959. Avec Madrid il ne joue pas davantage. Il est prêté au Racing de Santander en 1960.
En 1961, il est transféré au FBC Venise.
En 1962, il revient en Espagne pour jouer au CE Constància, puis en 1963 au RCD Espanyol.
En 1965, il est recruté par l'UE Lleida où il reste jusqu'en 1967.
Kaszás part ensuite aux États-Unis pour jouer dans la NASL avec Philadelphia Spartans, St. Louis Stars et New York Generals.
En 1968, il revient en Espagne pour terminer sa carrière au Terrassa FC.